# دوبروگلد
دوبروگلد (به بلغاری: Dobrogled) یک منطقهٔ مسکونی در بلغارستان است که در شهرستان اکساکاوو واقع شده‌است.
 دوبروگلد ۱۷۷ متر بالاتر از سطح دریا واقع شده‌است.